# The Adventures of Tom Sawyer (1938)
The Adventures of Tom Sawyer is een Amerikaanse dramafilm uit 1938 onder regie van Norman Taurog. Het scenario is gebaseerd op de gelijknamige roman uit 1876 van de Amerikaanse auteur Mark Twain. Destijds werd de film in Nederland uitgebracht onder de titel De avonturen van Tom Sawyer.

## Verhaal
Tom Sawyer woont bij zijn tante Polly in een stadje in Mississippi. Hij is een belhamel met een hart van goud. Wanneer de goedhartige Muff Potter wordt verdacht van de moord op dokter Robinson, wil hij hem uit de nood helpen.

## Rolverdeling
| Acteur            | Personage        |
| ----------------- | ---------------- |
| Tommy Kelly       | Tom Sawyer       |
| May Robson        | Tante Polly      |
| Walter Brennan    | Muff Potter      |
| Victor Jory       | Injun Joe        |
| David Holt        | Sid Sawyer       |
| Jackie Moran      | Huckleberry Finn |
| Nana Bryant       | Mevrouw Thatcher |
| Olin Howland      | Mijnheer Dobbins |
| Donald Meek       | Supervisor       |
| Charles Richman   | Rechter Thatcher |
| Victor Kilian     | Sheriff          |
| Marcia Mae Jones  | Mary Sawyer      |
| Mickey Rentschler | Joe Harper       |
| Cora Sue Collins  | Amy Lawrence     |
| Philip Hurlic     | Jim              |
| Ann Gillis        | Becky Thatcher   |
| Margaret Hamilton | Mevrouw Harper   |